# Asdod
Asdod (calco del hebreo: אַשְׁדּוֹדⓘ y éste del nombre original de la ciudad, en filisteo: 𐤀𐤔𐤃𐤃 *ʾAšdūd; en árabe: أسدود‎ romanizado en ʾAsdūd, o إسدود romanizado en ʾIsdūd), cuyo nombre tradicional en español es Azoto (del latín Azotus, proveniente del griego antiguo: Ἄζωτος) es una ciudad del Distrito Sur de Israel.
Corresponde a la antigua Asdod, una de las cinco ciudades-estado de los filisteos, que fue posteriormente controlada por israelitas, griegos, romanos, bizantinos, cruzados y árabes. Es sede de la vacante diócesis de Azoto.  Actualmente es un importante centro industrial y puerto pesquero y comercial, el mayor de Israel y desde donde se importa el 60 % de los bienes del país.
El primer asentamiento documentado con fechas de la ciudad de Asdod a la cultura cananea es del siglo XVII a. C., lo que es una de las ciudades más antiguas del mundo. Asdod es mencionado 13 veces en la Biblia. Durante su historia, la ciudad fue dominada sucesivamente por los filisteos, los israelitas, egipcios, griegos, romanos, los bizantinos, los cruzados, los árabes, los otomanos, los británicos y finalmente el nuevo estado moderno de Israel.
La moderna Asdod fue fundada en 1956 en las colinas de arena cerca del sitio de la antigua ciudad, e incorporada como ciudad en 1968, con un terreno arenoso de aproximadamente 60 kilómetros cuadrados. Al ser una ciudad planificada, la expansión siguió una principal plan de desarrollo, lo que facilitó el tráfico y la prevención de la contaminación del aire en las zonas residenciales, a pesar del crecimiento de la población. Según la Oficina Central de Estadísticas de Israel, Asdod tenía una población de 221.591 habitantes a finales de 2016, es la sexta ciudad más grande de Israel, y tenía una superficie de 47,242 kilómetros cuadrados).

## Toponimia
El nombre Azoto es de larga data en el español.  Aparece, por ejemplo, como «villa de la Palestina» ya en el Diccionario nuevo de la lenguas, espanola y francesa de Francisco Sobrino de 1721.

## Historia

### Edad de piedra
Se descubrieron tres herramientas de piedra que datan del Neolítico, pero no se encontró evidencia de un asentamiento de la Edad de Piedra en Asdod, lo que sugiere que las herramientas fueron depositadas allí en un período posterior.

### Edades del bronce y del hierro
El sitio de Azoto en la Edad de Bronce y las Edades de Hierro se encontraba en un lugar al sur de la ciudad moderna. Fue excavado por arqueólogos en nueve temporadas entre 1962 y 1972. El esfuerzo fue liderado durante los primeros años por David Noel Freedman del Pittsburgh Theological Seminary y Moshe Dothan. Las temporadas restantes fueron encabezadas por Dothan para la Autoridad de Antigüedades de Israel.
La primera evidencia de poblamiento en Azoto data del siglo XVII a. C., cuando la acrópolis del tell se fortificó. Azoto se menciona por primera vez en documentos escritos del Ugarit de la Edad del Bronce Tardío, que indican que la ciudad era un centro de exportación de telas y prendas de vestir de lana teñida de púrpura. A finales del siglo XIII a. C. los Pueblos del Mar conquistaron y destruyeron Azoto. A principios del siglo XII a. C., los filisteos, generalmente considerados como uno de los Pueblos del Mar, gobernaban la ciudad. Durante su reinado, la ciudad prosperó y fue miembro de la Pentápolis filistea (es decir, cinco ciudades), que incluía Ascalón y Gaza en la costa y Ecrón y Gat en tierra adentro, amén de Azoto.
En 950 a. C, Azoto fue destruido durante la conquista de la región por parte del faraón Siamun. La ciudad no fue reconstruida hasta al menos 815 a. C.
Azoto lideró la revuelta de los filisteos, los judíos, los edomitas y los moabitas contra Asiria después de la expulsión del rey Ahimiti, a quien Sargon había instalado en lugar de su hermano Azuri. Gath (Gimtu) pertenecía al reino de Azoto en ese momento. El comandante en jefe del rey asirio Sargón II (turtanu), a quien la Biblia King James llama simplemente "Tartán" en Isaías 20:1, recuperó el control de Azoto en 712/711 a. de C. y forzó al usurpador Yamani a huir.  El general de Sargón destruyó la ciudad y exilió a sus residentes, incluidos algunos israelitas que posteriormente se establecieron en Media y Elam.
Mitinti era rey en el momento del hijo de Sargon, Sennacherib (r. 705-681 a. de C.), y Akhimilki en el reino del hijo de Sennacherib, Esarhaddon (r. 681-669 a. de C.).
Psamético I de Egipto (r. 664 - 610 a. de C.) sitió Azoto durante veintinueve años (Heródoto, ii. 157), siendo éste el más largo asedio en la historia del mundo; las referencias bíblicas al remanente de Asdod (Jeremías 25:20, cf. Sofonías 2:4) se interpretan como alusiones a este evento.
La ciudad absorbió otro golpe en 605 a. C., cuando Nabucodonosor la conquistó.
En 539 a. C. la ciudad fue reconstruida por los persas. En 332 a. C. fue conquistada en las guerras de Alejandro Magno.
En el Libro de Nehemías, los asdoditas parecen representar a toda la nación de los filisteos en el siglo VI aC. El habla de Azoto (el cual adoptaron la mitad de los niños de familias mixtas, según se describe) vendría a ser simplemente el dialecto general filisteo. Hugo Winckler explica el uso de ese nombre por el hecho de que Azoto era la ciudad filistea más cercana a Jerusalén.
En la época del rey filorromano Herodes el Grande, pertenecía Azoto a su satrapía romana de Judea.

#### Azoto en el Antiguo Testamento
Hay episodios bíblicos que hacen referencia a Asdod, pero siguen sin estar corroborados por hallazgos arqueológicos:
- Amós 1:8: "Y talaré los moradores de Azoto, y los gobernadores de Ascalón"
- Amós 3:9: "Haced pregonar sobre los palacios de Azoto"
- Tras la conquista de Josué de la Tierra Prometida, Asdod fue asignado a la Tribu de Judá (Libro de Josué 15:46).
- En I Samuel 6:17 se menciona a Asdod entre las principales ciudades filisteas. Después de capturar el arca del pacto de los israelitas, los filisteos lo llevaron a Asdod y la colocaron en el templo de Dagón. A la mañana siguiente, Dagon fue encontrado postrado ante el Arca; al ser restaurado a su lugar, fue a la mañana siguiente nuevamente encontrado postrado y roto. La gente de Asdod fue azotada con forúnculos; una plaga de ratones fue enviada sobre la tierra (1 Samuel 6: 5).[13]
- Según la Biblia, en el siglo X aC, Asdod se convirtió, junto con todo el reino de Filistea, en un área de mecenazgo del Reino de Israel bajo el control del rey David.
- La captura de la ciudad por el rey Uzías de Judá poco después del 815 a. C. se menciona en 2 Crónicas (26: 6) y en el Libro de Zacarías (9: 6), al hablar de los falsos judíos.
- En el Libro de Nehemías (Nehemías 13: 23-24), se dice que algunos residentes de Jerusalén en el siglo V aC se casaron con mujeres de Asdod, y la mitad de los hijos de estas uniones fueron supuestamente incapaces de entender el hebreo; en su lugar, hablaban "el idioma de Asdod".

#### Azoto en el Nuevo Testamento
- Hechos 8:40: "Felipe empero se halló en Azoto: y pasando, anunciaba el evangelio".

### Período helenístico

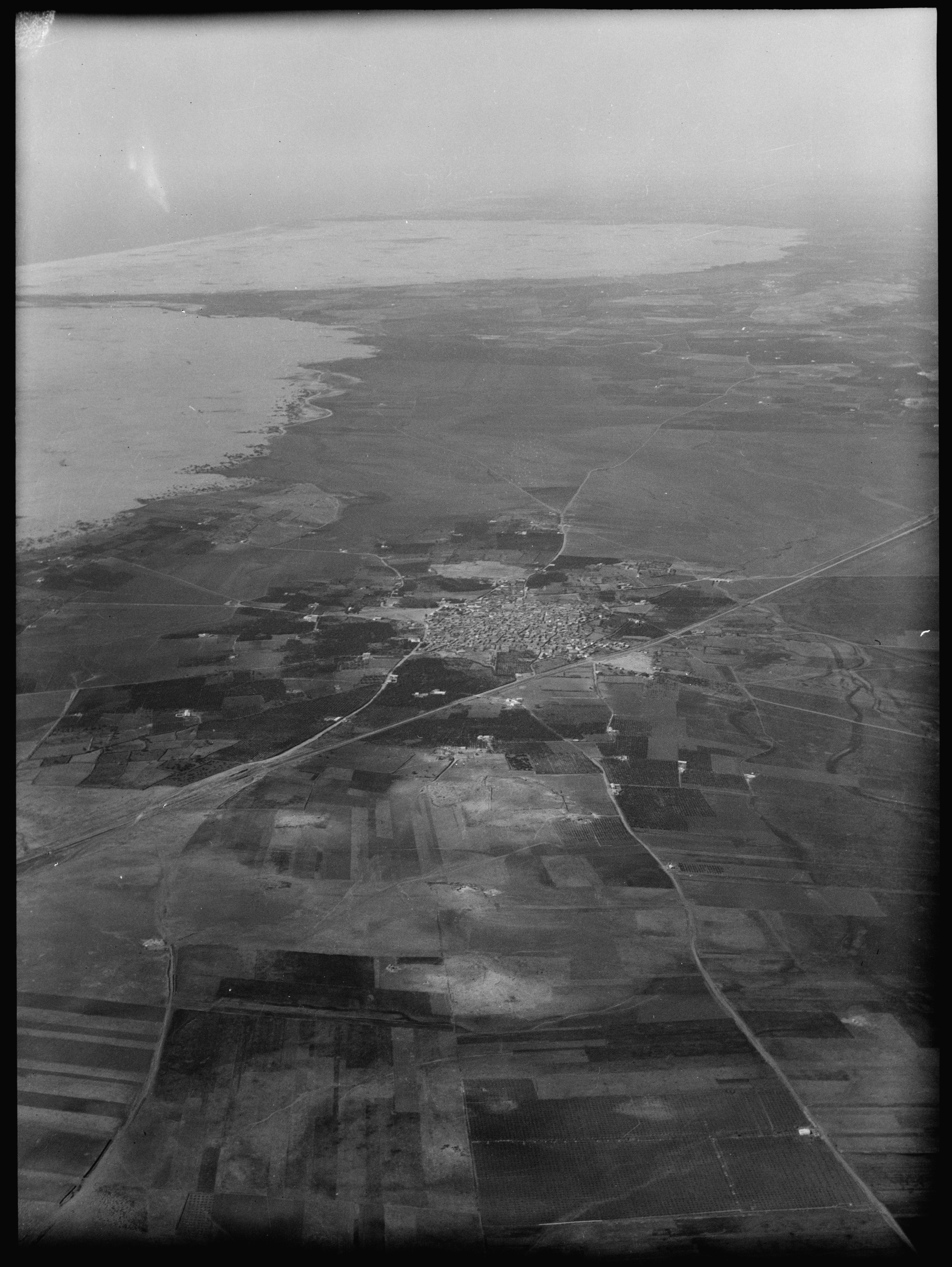
Asdod en 1932.

Una vez helenizada, prosperó hasta la Rebelión hasmonea. Durante la rebelión, Judas Macabeo "la tomó y la destruyó" (Antigüedades de los Judíos, Libro 12, 8: 6) Su hermano Jonatán la conquistó nuevamente en 147 a. C. y destruyó el templo de Dagón, de fama bíblica (Antiquities Book 13, 4: 4; 1 Samuel 5: 1-5). Durante el mandato de Alejandro Janneo, Asdod era parte de su territorio (Antiquities Book 13, 15: 4).

### Del período bizantino hasta los Mamelucos
Entre los siglos V y VI d. C., durante la administración del imperio romano de oriente, los fieles edificaron magníficas iglesias en Azoto, entre las cuales la así llamada "Iglesia de las Diaconisas", la cual fue destruida a principios del s. VII por un incendio, el cual fue causado por un terremoto o por la invasión persa de la guerra del 602 al 628.
Durante el periodo bizantino, Azoto se vio eclipsada por Azoto Paralios, un puerto cercano y homólogo marítimo de la ciudad del interior. El mapa de Madaba del siglo VI muestra ambas con sus respectivos nombres. El geógrafo Ibn Khordadbeh (c. 820-912) se refirió a la ciudad interior como Azdud y la describió como una parada de correos entre Ramla y Gaza.
Las dotaciones eclesiásticas y los títulos de propiedad de los cruzados del siglo XII mencionan un asentamiento en Azotum/Azdūd. Durante el período mameluco, Isdud era una aldea clave en la carretera entre El Cairo y Damasco, que servía como centro de la vida rural religiosa y económica.

### Período otomano
En la época otomana, la ubicación de la aldea de Isdud en la antigua ruta de la Vía Maris preservó la importancia de la aldea. En el primer registro fiscal otomano de 1526-7, la aldea tenía una población de 40 hogares musulmanes y cuatro solteros, y pertenecía a la nahiya de Gaza (Sanjacado de Gaza). En 1596, la población de Azoto (llamada Sdud) alcanzaba los 75 hogares, unas 413 personas, todos musulmanes. Los aldeanos pagaban un impuesto fijo del 33,3% sobre las cosechas de trigo, cebada, sésamo y frutas, así como sobre las cabras y las colmenas; un total de 14.000 akçe.
Marom y Taxel han demostrado que, durante los siglos XVII y XVIII, las presiones económicas y de seguridad ejercidas por los nómadas provocaron el abandono de las aldeas alrededor de Majdal 'Asqalān, y en la parte meridional de la llanura costera en general. La población de las aldeas abandonadas se trasladó a los pueblos que habían resistido, mientras que las tierras de los asentamientos abandonados siguieron siendo cultivadas por las aldeas vecinas. Así, Isdud absorbió las tierras de Kharijat Isdud, un asentamiento subsidiario no identificado cerca de Isdud, mencionado en los registros fiscales otomanos.
En 1838, Esdud aparecía como una aldea musulmana en el distrito de Gaza. A finales del siglo XIX, Isdud se describía como una aldea que se extendía por la ladera oriental de una colina baja, cubierta de jardines. Al suroeste de la aldea había un khan en ruinas. Sus casas eran de una sola planta, con muros y recintos construidos con ladrillos de adobe. Había dos fuentes principales de agua: un estanque y un pozo de mampostería. Ambas estaban rodeadas de arboledas de palmeras datileras e higueras.

### Mandato británico de Palestina
En el censo de Palestina de 1922, realizado por las autoridades del Mandato Británico, Isdud tenía una población de 2566 habitantes; 2555 musulmanes y 11 cristianos, donde los cristianos eran todos católicos.
La población aumentó en el censo de 1931 a 3240 habitantes; 3238 musulmanes y 2 cristianos, en un total de 764 casas.
Durante el Mandato, Isdud tuvo dos escuelas primarias: una para niños, inaugurada en 1922, y otra para niñas, que comenzó en 1942. A mediados de la década de 1940, la escuela de niños tenía 371 alumnos y la de niñas, 74. El Plan de las Naciones Unidas para la partición de Palestina preveía que Isdud formara parte del Estado árabe palestino.
Las estadísticas oficiales de 1945 para "Isdûd" daban una población de 4620 árabes y 290 judíos en una superficie total de 47.871 dunams (4787,1 hectáreas). De ellos, 3277 dunams se destinaban a cítricos y plátanos, 8327 a plantaciones y tierras de regadío, 23.762 a cereales, mientras que 131 dunams eran tierras edificadas.

### Guerra árabe-israelí de 1948
El pueblo de Isdud fue ocupado por el ejército egipcio el 29 de mayo de 1948 y se convirtió en la posición más septentrional de los egipcios durante la guerra árabe-israelí de 1948. Mientras los israelíes no lograban capturar territorio y sufrían numerosas bajas, Egipto cambió su estrategia de ofensiva a defensiva, deteniendo así su avance hacia el norte. Las fuerzas egipcias e israelíes se enfrentaron en la zona, y los egipcios fueron incapaces de mantener el puente de Ad Halom sobre el Río Lakhish. Las fuerzas israelíes rodearon la ciudad durante la Operación Pleshet, y la bombardearon desde el aire. Durante tres noches a partir del 18 de octubre, la Fuerza Aérea israelí bombardeó Isdud y otros lugares. Temiendo ser cercadas, las fuerzas egipcias se retiraron el 28 de octubre de 1948, y la mayoría de los residentes huyeron. Los 300 habitantes que se quedaron fueron expulsados hacia el sur por las Fuerzas de Defensa de Israel. El pueblo formó parte del territorio concedido a Israel en los Acuerdos de Armisticio de 1949 tras el fin de la guerra. 

## Desarrollo urbano

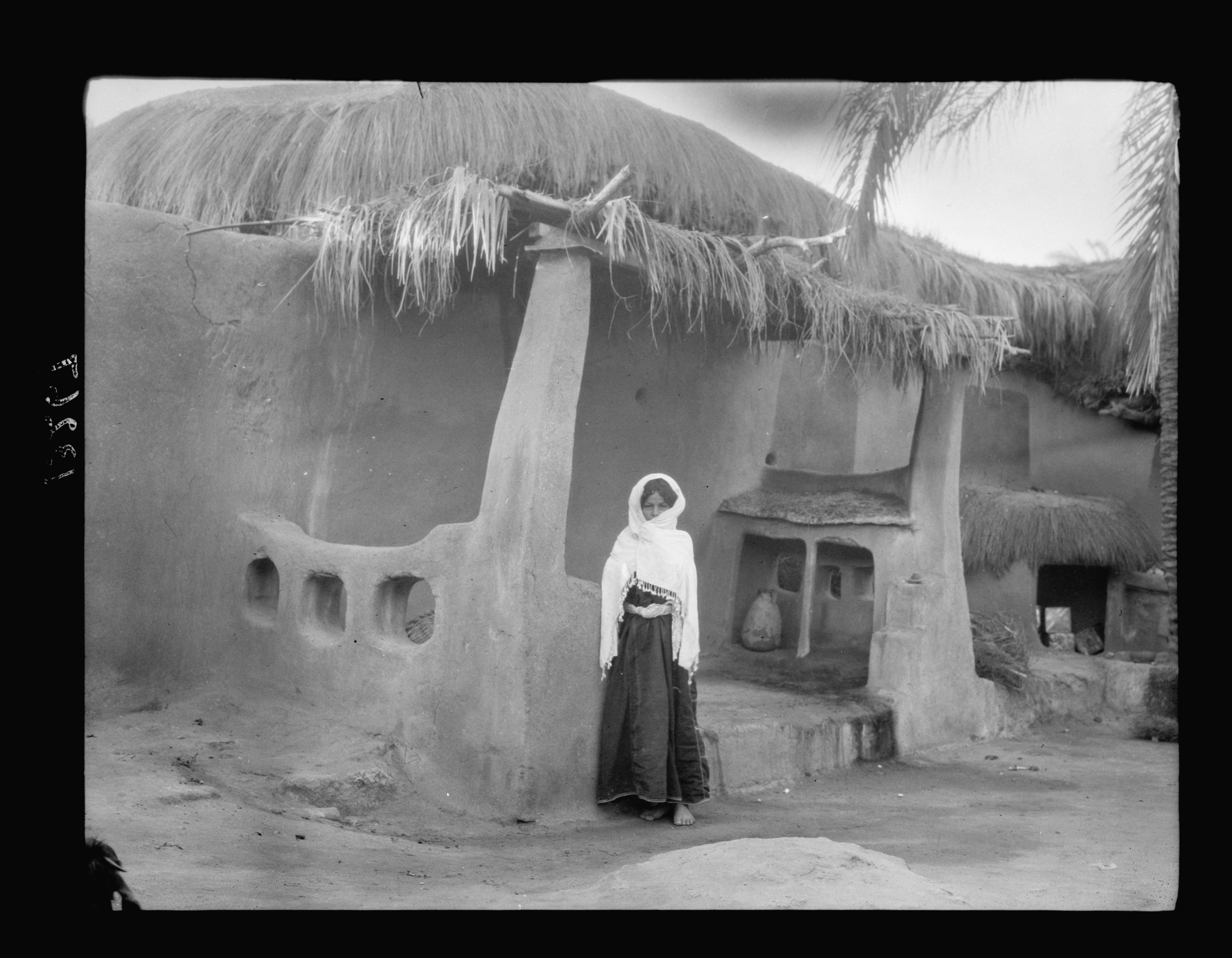
Patio tradicional de vivienda en Asdod entre 1940 y 1949.

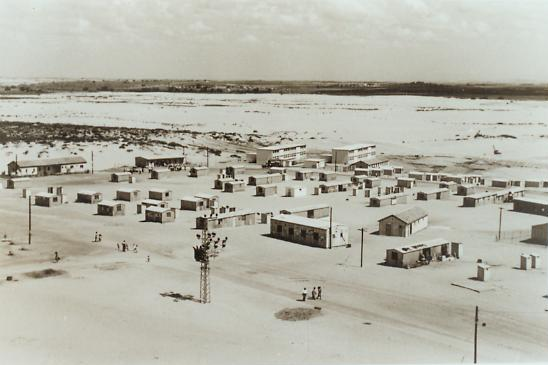
Asdod en 1957.

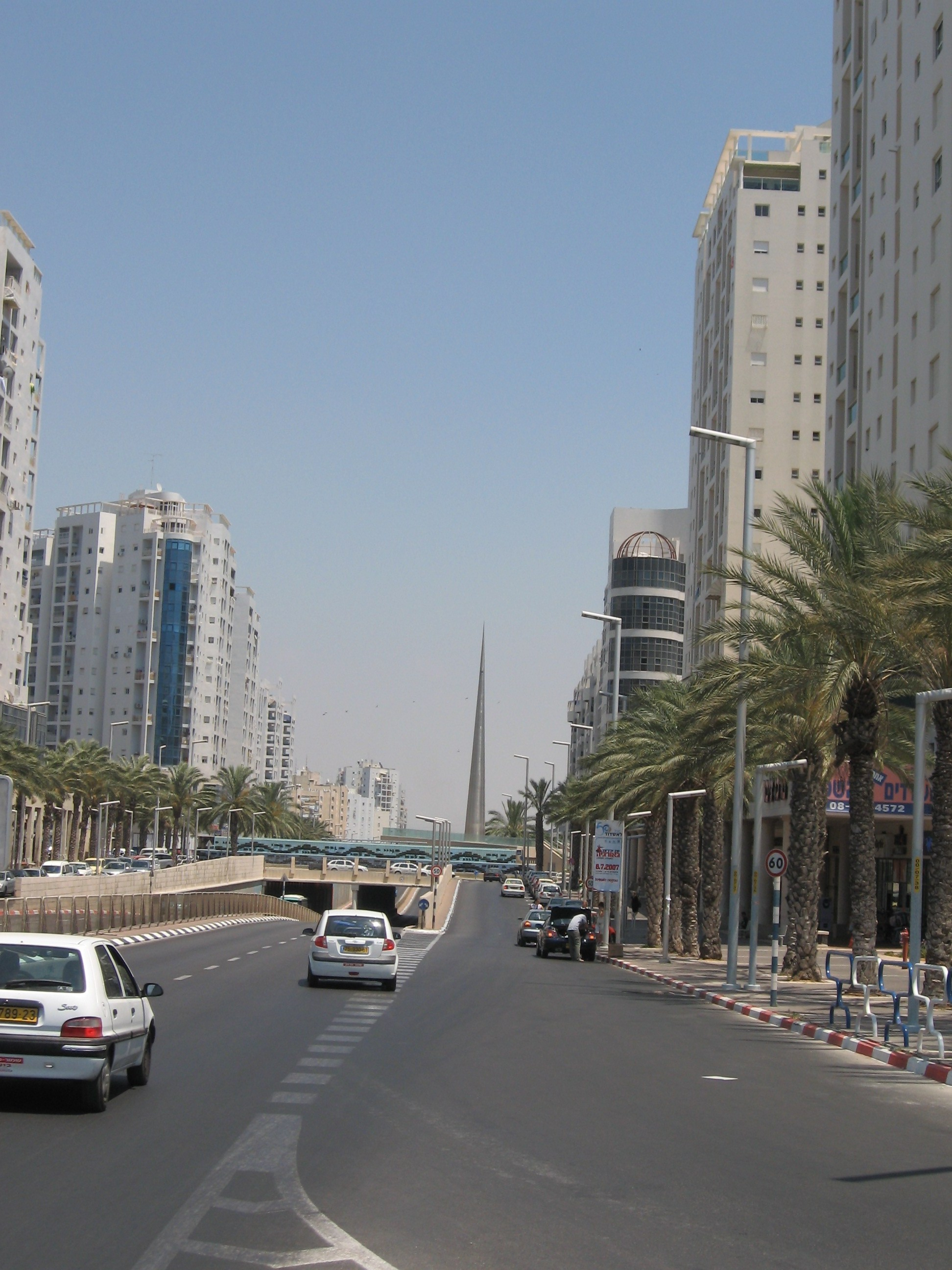
Alameda de Menachem Begin.

La ciudad moderna de Asdod fue construida en las afueras del sitio histórico del asentamiento original, en arenas vírgenes. El desarrollo siguió un plan principal de desarrollo. Los planificadores dividieron la ciudad en diecisiete barrios de diez a quince mil personas. Amplias avenidas entre los barrios hacen que el tráfico fluya relativamente fluido dentro de la ciudad. Cada vecindario tiene acceso a su propio centro comercial, parque urbano y infraestructura de salud y educación. El plan original también pedía un centro comercial y administrativo, construido a mediados de la década de 1990, cuando la población de la ciudad creció rápidamente más del doble en diez años.
Se instalaron tres zonas industriales adyacentes al puerto en la parte norte de la ciudad, teniendo en cuenta los vientos dominantes del sur que alejan la contaminación del aire de la ciudad. Sin embargo, el plan tenía sus problemas, incluido el crecimiento asimétrico de vecindarios exclusivos y más pobres y la falta de un centro comercial y administrativo principal desde hace mucho tiempo.
La ciudad estaba prevista para un máximo de 250,000 habitantes, y un área adicional en el sur estaba reservada para un mayor desarrollo.
En 2012, se aprobó un plan para construir una zona industrial en parte de las dunas de arena de Asdod. El plan requiere que se construya un parque industrial de alta tecnología, salas de eventos y cafeterías adyacentes a la estación de tren. Cubrirá 400 dunams (0.4 km²; 0.2 sq mi), incluyendo 130 dunams de espacio urbanizado, y el resto del área se conservará como reserva natural. Además, el Puerto de Asdod está pasando por un programa de expansión masivo.

## Geografía
Se encuentra Azoto entre Jamnia, al norte, y Ascalón, al sur.  La reserva natural de dunas de arena de Ashdod-Nitzanim es un tramo de dunas de arena de 20 kilómetros (12 millas) en las afueras del sur de Asdod.

## Economía

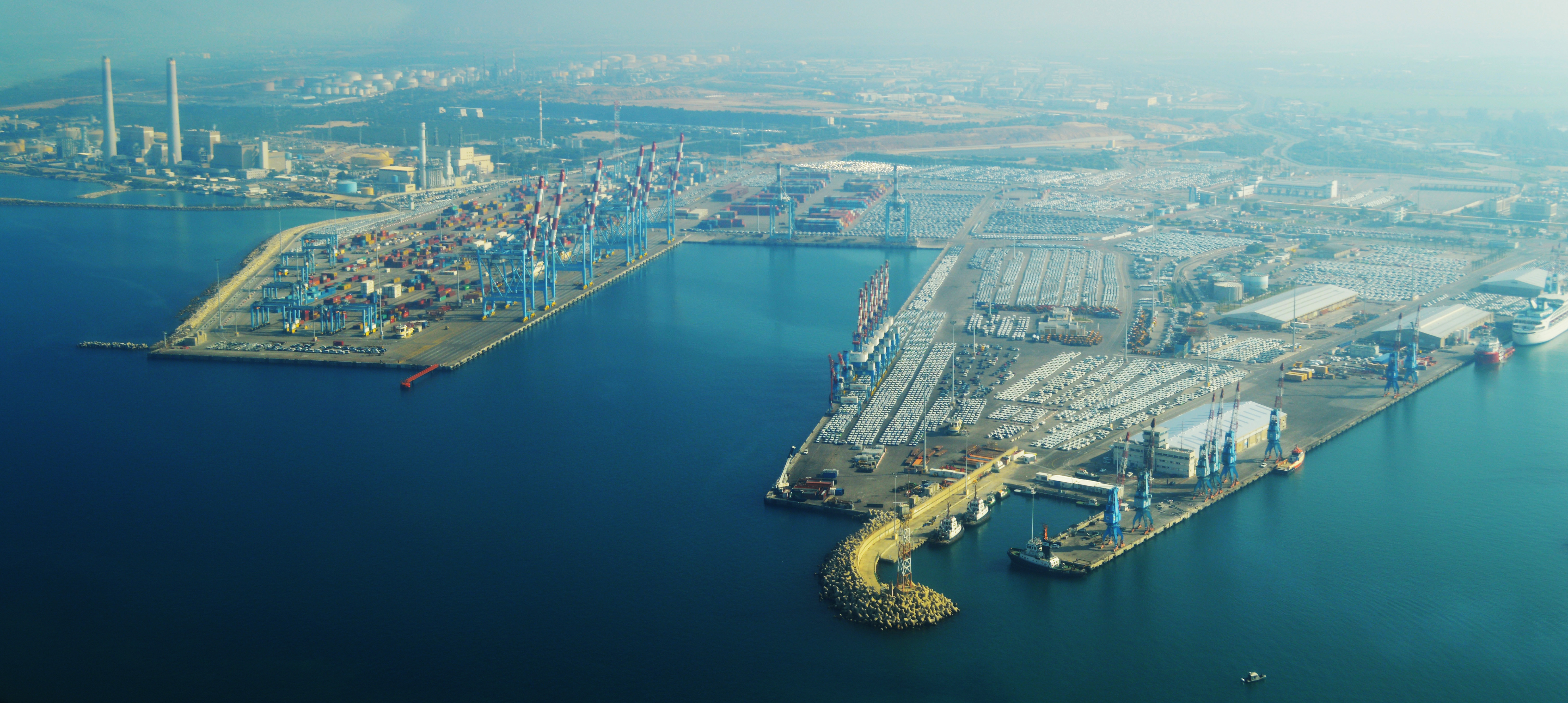
Vista aérea del puerto de Asdod.

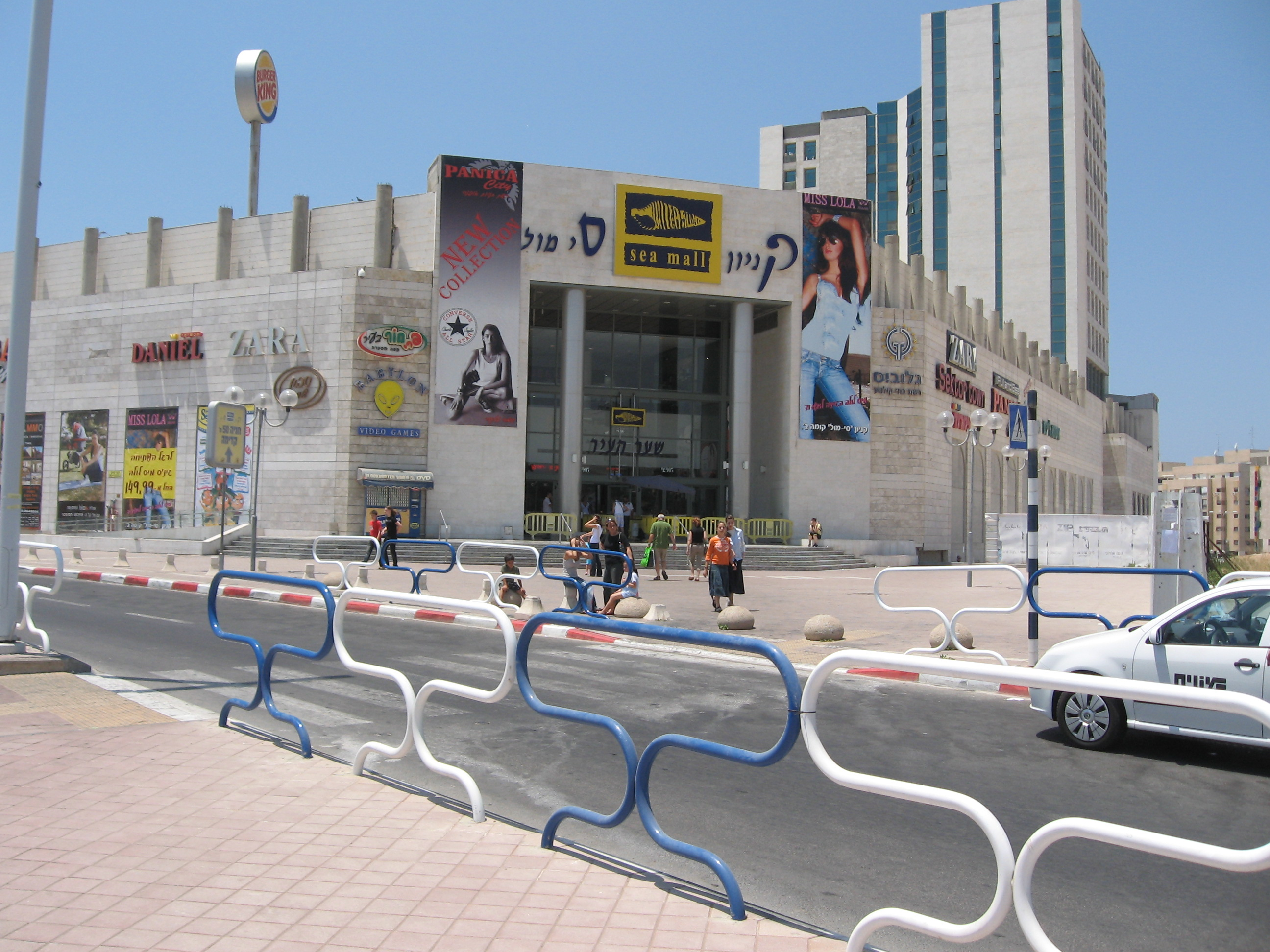
Centro comercial marino en Asdod.

Asdod es uno de los centros industriales más importantes de Israel. Todas las actividades industriales en la ciudad están ubicadas en áreas del norte, como el área del puerto, la zona industrial norte y alrededor del río Lakhish. El puerto de Asdod es el puerto más grande de Israel y maneja aproximadamente el 60% de la carga portuaria de Israel. Se mejoró principalmente en los últimos años y podrá proporcionar amarres para buques Panamax. Varias oficinas de navieras también se encuentran en la zona del puerto, que también alberga una estación de energía Eshkol A y una terminal de carbón.
La zona industrial del norte se encuentra en la carretera 41 e incluye varias industrias, incluida una refinería de petróleo, que es una de las dos que hay en el país. La zona de la industria pesada ubicada al sur del río Lachish fue una vez el principal centro industrial en Asdod. Recientemente, sin embargo, instalaciones de ocio se han mudado al área. Todavía hay algo de industria en el lugar, como la planta de Teva Pharmaceutical Industries, el productor de componentes de construcción Ashtrom y Solbar, un productor de aceite de soja. En Asdod también se encuentra Elta, que es parte de Israel Aircraft Industries, donde se desarrollan equipos de radar, sistemas de guerra electrónica y ELINT.

## Demografía
De acuerdo con la Oficina Central de Estadística de Israel, Ashdod tenía una población de alrededor de 221,591 a fines de 2016, por lo que es la sexta ciudad más grande de Israel. La tasa anual de crecimiento de la población es del 2,6% y la proporción de mujeres con respecto a los hombres es de 1,046 a 1,000. La distribución de edad de la población se registró como 19.7% menores de 10 años, 15.7% de 10 a 19 años, 14.9% de 20 a 29, 19.1% de 30 a 44, 19.1% de 45 a 64 y 11.3% de 65 o mayor. La población de Ashdod es significativamente más joven que el promedio israelí debido a la gran cantidad de parejas jóvenes que viven en la ciudad. La ciudad está clasificada como mediana-baja en calificación socioeconómica, con una calificación de 4 de 10. El 56.1% de los estudiantes de 12º grado en Ashdod fueron elegibles para certificados de matrícula en 2000. El salario promedio en 2000 fue de NIS 4,821 en comparación con el nivel nacional promedio de NIS 6,835.

## Religión
Más del 95% de la población de Ashdod es judía; más del 30% de los cuales son religiosos. A pesar de esto, la ciudad es generalmente secular, aunque la mayoría de la población no judía es el resultado de matrimonios mixtos. Alrededor de 100 familias están afiliadas al grupo Hasídico de Pittsburg, establecido aquí en 1969 por el Gran Rabino Avraham Abba Leifer y continuado hoy por su hijo, el Gran Rabino Mordechai Yissachar Ber Leifer. Ashdod tiene muchas sinagogas que sirven diferentes corrientes de judaísmo. La ciudad también es hogar de la comunidad karaíta más grande del mundo, unos cinco mil fuertes. También hay una iglesia escandinava protestante de marinos, establecida por el pastor noruego de Justos entre las Naciones, don Per Faye-Hansen.

## Alcaldes
- 1961 - Robert Hayim
- 1963 - Avner Garin
- 1969 - Zvi Zilker
- 1983 - Arye Azulay
- 1989 - Zvi Zilker
- 2008 - Yehiel Lasri

## Educación
En 2013, Asdod tenía 500 escuelas que empleaban a 3,500 maestros. La población estudiantil era de 55,000. El presupuesto de educación de la ciudad era de 418 millones NIS shekels.
Lycée français Guivat-Washington, una escuela secundaria internacional francesa, está en Givat Washington, cerca de Asdod.

## Sanidad

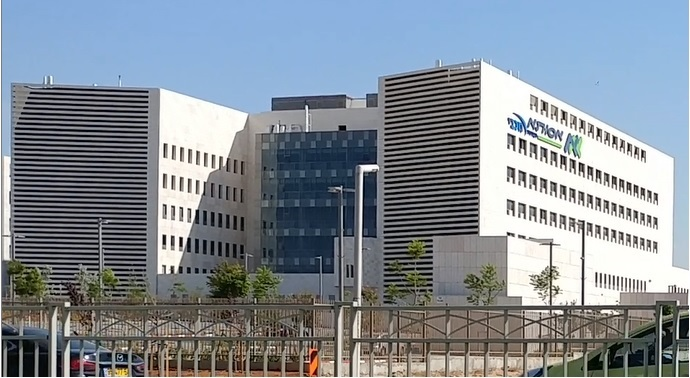
Centro Médico de Asdod

El Centro Médico Assuta Asdod, el único hospital general de la ciudad, comenzó sus operaciones el 4 de junio de 2017, comenzando con servicios ambulatorios. Se está abriendo por etapas y llegará gradualmente a operación a gran escala en noviembre de 2017. Es un hospital de 300 camas y su diseño de "refugio de bombas" con gruesas paredes de concreto ofrece suficiente protección para seguir funcionando sin tener que transferir Pacientes durante un tiempo de guerra. También es un hospital universitario afiliado a la Universidad Ben-Gurion del Neguév. Antes de la apertura del hospital, los residentes que necesitaban hospitalización tuvieron que viajar al Centro Médico Kaplan en Rehovot o al Centro Médico Barzilai en Ascalón.
Hay clínicas públicas y privadas que operan en la ciudad, así como una clínica especial operada por Hatzalah que opera a veces cuando todas las otras clínicas de la ciudad están cerradas.

## Deportes

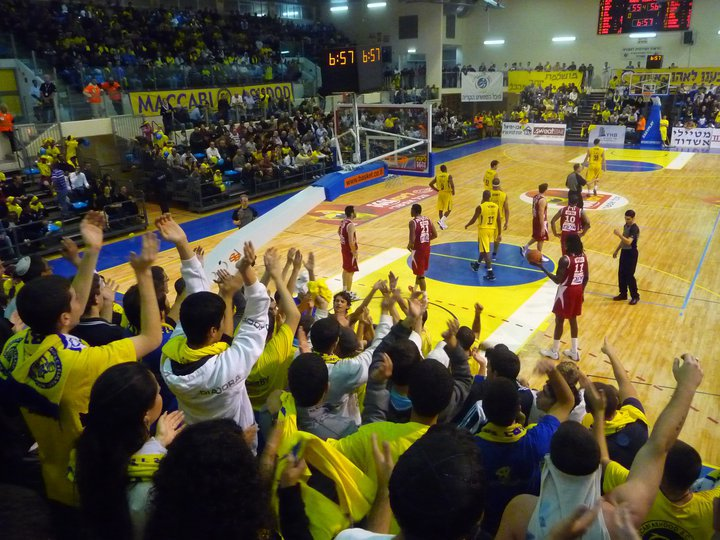
Juego de baloncesto del Maccabi Asdod en 2010

El equipo de fútbol de Asdod, el F.C. Ashdod representa a la ciudad en la Ligat Ha'Al, la Premier League de Israel. El club es conocido por su exitosa escuela de fútbol. El equipo de baloncesto más importante de la ciudad es el Maccabi Ashdod. El escuadrón de hombres juega en la Primera Liga, la primera división de Israel, y el escuadrón de mujeres Maccabi Bnot Ashdod juega en la máxima división.
Asdod es sede de numerosos torneos deportivos nacionales e internacionales, incluyendo el Festival Internacional de Ajedrez de Asdod. La ciudad tiene un equipo de cricket, una rareza en Israel. Está dirigido y organizado por ciudadanos de ascendencia india. Las playas de Asdod son un lugar de deportes acuáticos, como el windsurf y el buceo. El Ashdod Marina ofrece servicios de yates.
Atletas reconocidos de Asdod incluyen:
- Vered Borochovsky[50] - Juegos Olímpicos de Sídney 2000 y Juegos Olímpicos de Atenas 2004.
- Gocha Tzitziashvili[51] - 2003 Campeón del mundo de lucha grecorromana y luchador de los Juegos Olímpicos de verano de 2004